# 鉄骨構造

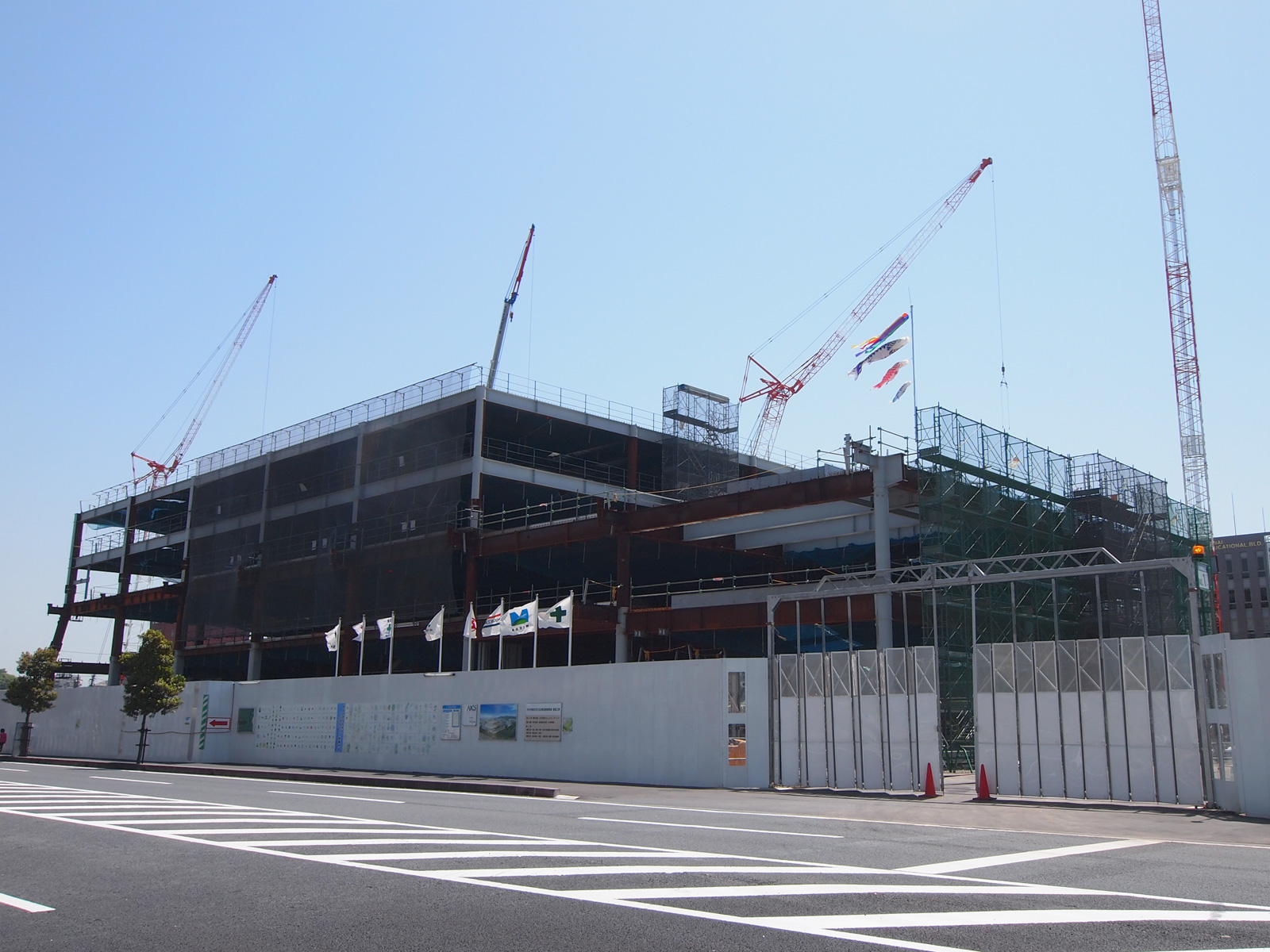
鉄骨構造の建築物の例
建設中のホルトホール大分（2012年4月）

鉄骨構造（てっこつこうぞう）とは、建築物の軀体に鉄製や鋼製の部材を用いる建築の構造のこと。鉄骨造、S造、S構造とも呼ばれる（Sはsteelの略）。製作工場では縮めて鉄構と呼ぶ場合もある。また、近年ではほとんど鋼材を用いるので、建築・土木共通の用語として鋼構造と呼びかえることも少なくない。特に断りがなく鉄骨構造という場合、一般的には重量鉄骨ラーメン構造を指す。
鉄骨構造は大きく三種類に分けられ、木造軸組工法と同様に柱、梁、筋交いを利用したブレース構造、柱と梁を完全に固定（剛接合）して筋交いを不要としたラーメン構造、小さな三角形を多数組み合わせたトラス構造がある。

## 鋼材の種類

### 厚さによる分類
重量鉄骨
厚さが6mmを超える鋼材
- 製鋼所で熱間圧延加工により製造される。主としてラーメン構造、トラス構造に用いられる。

軽量鉄骨
厚さが6mm以下の鋼材
- 重量鉄骨と同様に熱間圧延加工により製造される場合もあるが、多くは鋼板を冷間圧延加工して製造される。主としてブレース構造に利用される。

### 製鋼工程による分類
高炉材鉄鉱石を原料に製鋼された材料を示す。工程に高炉を用いるためこのように呼ばれる。高炉材は不純物混入をコントロールしやすいため、溶接性や塑性変形能力に優れた鋼材を作りやすい。このため、鉄骨構造の主要架構には高炉材を用いることが多い。
電炉材鉄スクラップを原料に製鋼された材料を示す。工程で、鉄スクラップを溶かす際に電気炉を用いるからこのように呼ばれる。高炉材に比べて製鋼に必要なエネルギーが少なく、コストも安い利点がある。近年においては、技術開発が進み、鉄骨構造の主要部位（大梁や柱）にも採用されている。なお、小型形鋼や異形鉄筋のほとんどは電炉材である。

### 断面形状による分類
鋼材は引っ張り強度は高いが、曲げや圧縮の強度はそれに比べて低いので、様々な断面形状に加工され強度を高める工夫がされている。できるだけ中央から遠い位置に断面を集中させ、想定する方向への曲げに対して断面二次モーメントが大きくなるよう設計されている。
H形鋼
断面がアルファベットのHに似た形状の鋼材。引っ張り、曲げ、圧縮のいずれの応力にもよく耐え、極めてバランスの良い鋼材であるので最も多用されている。
角形鋼管
断面がボックス状（箱形）になった鋼材を示す。X-Y方向で同等の断面性能を示すため、柱材としてよく用いられる。閉鎖断面のため、曲げ捩れ変形（横座屈）や局部座屈に対して強い特徴がある。
円形鋼管
断面が円形になった鋼材を示す。方向によらず断面性能が一定のため、角形鋼管と同様に柱材によく用いられる。
山形鋼（アングル）
アルファベットのLに似た断面の鋼材。
溝形鋼（チャンネル）
断面が片仮名のコの字に似た形状の鋼材。
リップ溝形鋼（リップドチャンネル、C形鋼）
溝形鋼の開口部を内側に少し折り込んでアルファベットのCを四角く押しつぶしたような形状の断面を持つ鋼材。板厚が薄いので軽量鉄骨に多用されている。

### 規格による分類
一般構造用圧延鋼材（JIS G3101 SS材）
建築に限らず広く用いられる鋼材で、一般に溶接をせず、応力レベルでは弾性範囲で用いる。
溶接構造用圧延鋼材（JIS G3106 SM材）
溶接をする部材に適した鋼材で、SS材よりも化学成分の規定が厳しくなっている。
建築構造用圧延鋼材（JIS G3136 SN材）
塑性変形能力に期待した建築構造物向けの鋼材で、強度の違いでSN400シリーズとSN490シリーズがある。従来のSS材よりも化学成分の規定が厳しくなり、降伏点のばらつきも抑える規定がある。降伏点のばらつきを抑える目的としては、2次設計（大地震時）において想定した崩壊形を実際のものに近づける意味がある。A種・B種・C種があり、A種は主に弾性範囲、B種は塑性変形を受ける部材、C種はダイアフラムなど板厚方向に応力を受ける部材に適している。なお、B・C種にはシャルピー衝撃試験の規定がある。
一般構造用炭素鋼管（JIS G3444 STK材）
建築構造に限らず、幅広い構造材として用いられる円形鋼管である。
建築構造用炭素鋼管（JIS G3475 STKN材）
建築構造に適した円形鋼管で、STK材と比較して塑性変形能力に優れる。
一般構造用角形鋼管（JIS G3466 STKR材）
建築に限らず幅広く用いられる角形鋼管である。ただし、ロール成形のSTKR材は溶融亜鉛めっきをすると割れを生じやすい。
冷間成形ロールコラム（BCR295シリーズ）
鋼材倶楽部（現: （社）日本鉄鋼連盟）により規定された建築構造用冷間成形角形鋼管である。熱延鋼板を素材とした電縫鋼管で、STKR材よりも塑性変形能力を期待できる。製造工程上、全領域で冷間塑性加工の影響を受けるため、応力－ひずみ関係は明瞭な降伏点を示さないRound House型になる。肉厚22mmまでが製品化されている。
冷間成形プレスコラム（BCPシリーズ）
BCRシリーズと同じく、鋼材倶楽部（現: （社）日本鉄鋼連盟）により規定された建築構造用冷間成形角形鋼管である。厚板をコーナーで曲げて（プレス加工）して製造されるため、平部は一般の厚板と同様の素材特性を示す。素材の厚板はSN材相当である。肉厚40mmまでが製品化されている。

## 特徴

### 長所
- 木材に比べ強度が高く、鉄筋コンクリートに比べ単位重量が軽いことから長い梁に利用でき、柱のスパンが広く、柱の本数も少なくてすむ。
- ラーメン構造の場合は耐力壁が不要なので間取りの自由度が高く、リフォームも容易である。ただし、H形鋼の柱は弱軸方向に筋違いを配置する必要がある。
- 重量鉄骨ラーメン構造では鉄骨は工場生産され、現地では組立作業のみとなるので、現場接合部の管理をするだけで建物の構造的品質を一定に保ちやすい。
- トラス構造の場合、構造的な安定度が極めて高いので、体育館の屋根や鉄橋など、他の構造では不可能な長大スパンを実現できる。
- 材質が均一である。
- 工期が短い。
- 建物を解体する場合、鉄が有価物であるため、解体コスト削減を期待できる。

### 短所
- 構造材が不燃物なので火事に強いと誤解されるが、鉄骨は摂氏550℃程度で急激に強度が失われるので、消火に手間取ると一気に建物が倒壊する危険性を持っている。9.11でワールドトレードセンターは火災により鉄骨の強度が低下し座屈による荷重が下層に連鎖し倒壊した。木造は火事に弱いと考えられているが、火で焼かれても柱の表面が炭化するのみで内部まで完全に燃えるには長時間かかるので、短時間に建物全体が崩壊するというケースは少ない。このため鋼材には耐火被覆を施すのが一般的である。
- 材料強度は高いため、コンクリートや木質材料と比較すると断面を小さく出来るが、座屈という現象が無視できなくなる。
- 水分に触れると錆びやすいため、外部や水周りに用いる場合は、防錆処理を施すのが一般的である。
- 木造に比べ約350倍断熱性が低いためヒートブリッジが起きやすい。このため外壁を厚くする外断熱工法が良いとされる。
- 構造材は強いが、地震での変形が大きくパネルやカーテンウォールの破壊や脱落を起こしやすい。

## 設計規準書
- 鋼構造設計規準―許容応力度設計法（日本建築学会）
- 鋼構造接合部設計指針（日本建築学会）
- 鋼構造塑性設計指針（日本建築学会）
- 鋼構造限界状態設計指針・同解説（日本建築学会）
- 鋼構造座屈設計指針（日本建築学会）
- 鋼管トラス構造設計施工指針・同解説（日本建築学会）
- 冷間成形角形鋼管設計・施工マニュアル　（建築研究所）
- 高力ボルト接合設計施工ガイドブック（日本建築学会）
- 溶接接合設計施工ガイドブック（日本建築学会）
- 鋼構造建築溶接部の超音波探傷検査規準・同解説（日本建築学会）